# Octarrhena umbellulata
Octarrhena umbellulata är en orkidéart som beskrevs av Rudolf Schlechter. Octarrhena umbellulata ingår i släktet Octarrhena och familjen orkidéer. Inga underarter finns listade i Catalogue of Life.